# Rangeomorpha
Rangéomorphes
Ordre
Les Rangeomorpha, en français Rangéomorphes, sont un ordre éteint d'organismes marins, vivant souvent en communauté, fixés en fond de mer, dont la forme fait penser à celle des frondes de certaines plantes comme les fougères. Ils ont vécu durant la partie supérieure de la période de l'Édiacarien, il y a environ entre 580 et 541 million d'années.

## Distribution géographique
Les Rangéomorphes sont particulièrement nombreux sur le site de Mistaken Point sur la péninsule d'Avalon au sud-est de Terre-Neuve au Canada.

## Plan d'organisation
Les Rangéomorphes sont constitués d'éléments de « fronde » ramifiés, chacun de quelques centimètres de long. Chaque organisme mesure en général une dizaine de centimètres mais peut atteindre pour les plus grands jusqu'à 2 mètres de longueur. Chaque élément est lui-même composé de nombreux petits tubes de ramification soutenus par un squelette organique semi-rigide. Cette structure autosimilaire se déroule sur un modèle de développement assez simple et modulaire avec quatre niveaux de fractalité.

## Écologie
Ces organismes épibenthiques (fixés en fond de mer) occupaient tous les environnements marins, du littoral à l'abyssal jusqu'à 2 000 mètres de profondeur. La quasi-totalité étaient fixés au substratum par un socle ou une tige. Seul le genre Fractofusus, en forme de fuseau, reposait à plat sur la surface du sédiment.
Ils ne semblent pas posséder d'organes sexuels apparents, cependant leur reproduction paraît être double, à la fois asexuée et sexuée. En effet, les organismes fossiles les plus anciens sont entourés de formes de plus en plus petites au fur et à mesure que l'on s'éloigne, ce qui rappelle fortement le développement biologique des plantes modernes, peut-être ici par dispersion d’éléments de leur fronde. L'implantation de nouveaux organismes sur un site serait quant à elle liée à une dérive plus lointaine de petites « graines » produites sexuellement.
Il n'y a pas d'indication claire de la présence d'un intestin ou d'une bouche. Les Rangéomorphes ont des rapports surface/volume élevés liés à leur architecture fractale, ce qui a conduit à l'hypothèse qu'ils recueillaient les nutriments de l'eau de mer par osmose. D'autres spécialistes suggèrent une alimentation par simple filtration de l'eau de mer.

## Taxonomie
Les communautés de Rangéomorphes ressemblent à celles des animaux marins microphages filtreurs modernes. Leur morphologie élémentaire est cependant difficile à relier avec celle de quelconque animal moderne.
Leur classification taxonomique a varié au sein de plusieurs clades d'animaux modernes ou de protistes sans rencontrer de consensus dans la communauté scientifique. Selon G. M. Narbonne en 2004, ils constituent probablement un groupe-tronc (paraphylétique) éteint, soit animal, soit fongique. Leur architecture fractale pourrait être le résultat d'une adaptation convergente à l’alimentation par osmose, mais la plupart des spécialistes aujourd'hui pensent qu'il s'agit d'un caractère dérivé (ou apomorphique), partagé par deux ou plusieurs taxons, et que les Rangéomorphes pourraient regrouper tous les organismes possédant ce type d'organisation et de morphologie.

## Liste des taxons de rang inférieur
Selon la Paleobiology Database (30 juin 2021) :
- †Avalofractus
- †Beothukis
- †Bradgatia
- †Charnida
- †Charniidae
- †Fractofusus
- †Frondophyllas
- †Hapsidophyllas
- †Pectinifrons
- †Rangea
- †Trepassia
- †Vauzutsinia
- †Vinlandia

Selon l'IRMNG (30 juin 2021) :
- famille des Charniidae Glaessner, 1979 †
  - genre Beothukis Brasier & Antcliffe, 2009 †
  - genre Bomakellia Fedonkin, 1990 †
  - genre Charnia Ford, 1958 †
  - genre Charniodiscus Ford, 1958 †
  - genre Paracharnia Weiguo, 1986 †
  - genre Arborea Glaessner & Wade, 1966 † synonyme de Charniodiscus Ford, 1958 †
  - genre Culmofrons Laflamme, Flude & Narbonne, 2012 † synonyme de Beothukis Brasier & Antcliffe, 2009 †
- famille des Rangeidae Glaessner, 1979 †
  - genre Rangea Gürich, 1930 †
- famille des Rangeomorpha incertae sedis †
  - genre Bradgatia Boynton & Ford, 1995 †
  - genre Fractofusus Gehling & Narbonne, 2007 †
  - genre Vinlandia Brasier, Antcliffe & Liu, 2012 †
- famille des Rangeomorpha (en attente d'attribution) † (nom temporaire)
  - genre Khatyspytia Fedonkin, 1985 †
  - genre Pectinifrons Bamforth, Narbonne & Anderson, 2008 †
  - genre Thaumaptilon Conway Morris, 1993 †
  - genre Thaumoptilon † synonyme de Thaumaptilon Conway Morris, 1993 †
  - genre Vauzutsinia † (incertain, non évalué)